# Skrivena Luka
Skrivena Luka – wieś w Chorwacji, w żupanii dubrownicko-neretwiańskiej, w gminie Lastovo. W 2011 roku liczyła 33 mieszkańców.